# TDI Kriss Vector Super V
TDI Kriss Vector Super V  — пістолет-кулемет, розроблений компанією «Transformational Defense Industries». Використовує систему напіввільного затвора, напрямну рухому віддачею затворну групу вниз під великим кутом. Ця система називається Kriss Super V.

## Історія
При створенні цього пістолета-кулемета переслідувалася мета максимально підвищити купчастість стрільби автоматичним вогнем, при збереженні невеликих габаритів і маси зброї і використанні досить потужних патронів .45 АСР, що відрізняються високою дією, що зупиняє на малих дистанціях. В основу пістолета-кулемета Kriss Super V покладені патенти француза Рено Кербі, співробітника швейцарської корпорації Gamma. Цій корпорації також належить і американська компанія Transformational Defense Industries, Inc. (TDI), яка і займається розробленням нової зброї. Нова система забезпечує значно менший підкид ствола при автоматичному вогні, а значить і кращу купчастість і керованість вогню, ніж такі відомі зразки зброї як HKMP5 і HK UMP-45.

## Конструкція

Схема роботи автоматики

Самозарядний карабін KRISS Vector CRB/SO використовує досить незвичайну схему автоматики з напіввільним затвором і перенаправленням імпульсу відкоту рухомих частин вниз. Досить легкий затвор має бічні виступи, що входять в похилі пази масивного балансира, що переміщається усередині корпусу зброї вгору і вниз. При пострілі рух затвора назад перетворюється в вертикальний рух балансира вниз, при цьому за рахунок змінного кута паза, по якому ковзають виступи затвора, на ранньому етапі відкоту затвора здійснюється його уповільнення. Стрільба ведеться із закритого затвора, курковий ударно-спусковий механізм розташований вище осі ствола. Рукоятка зведення затвора складна, розташована зліва на корпусі зброї і при стрільбі залишається нерухомою. Запобіжник розташований над пістолетною рукояткою. Для підвищення стійкості зброї та додаткового зменшення підкидання ствола при стрільбі без використання приклада пістолетна рукоятка піднята щодо осі каналу ствола так, що плече сили віддачі по відношенню до руки, яка утримує зброю — мінімальне (подібне рішення раніше було застосовано в радянському олімпійському малокаліберному пістолеті МЦ-3, також відомому як «рамка Шептарського»). Приймач магазинів розташований перед рукояткою керування вогнем. Штатними є 13-зарядні магазини від пістолетів Glock 21, проте для них також розроблені спеціальні подовжувачі, що підвищують місткість магазина до 30 патронів. Карабін оснащений прикладом, який складається убік і знімною передньою рукояткою. Прицільні пристосування встановлюються на розташованій зверху на зброї рейці Пікатіні. Передня частина коробки спускового механізму над стволом має порожнину, в яку може бути встановлений ліхтар виробництва компанії Surefire. Оскільки за американськими законами цивільна довгоствольна зброя повинна мати довжину ствола не менше 16 дюймів (408мм), ствол карабіна виступає далеко вперед зі ствольної коробки, і з естетичних міркувань прихований в кожусі, що імітує глушник.

## Варіанти
- KRISS Vector CRB/SO — самозарядний карабін. Карабін призначається в першу чергу для продажу на цивільному ринку, як зброю для захисту будинку а також для тренувальної і розважальної стрільби. Серійне виробництво карабіна почалося в 2008 році.

## Країни-експлуатанти
- Бангладеш[1]
- Таїланд[2][3]
- Україна — принаймні 1 KRISS Vector перебуває на озброєнні медичного батальйону «Госпітальєри».[4]